# شهرک صنعتی کاشمر
شهرک صنعتی کاشمر یا شهرک صنعتی کاشمر ۲ نام یک شهرک صنعتی در شهرستان کاشمر است و در سال ۱۴۰۰ خورشیدی ۶۹ واحد در این شهرک صنعتی ثبت شده که ۴۲ واحد آن فعال، ۸ واحد تعطیل و مابقی درحال‌احداث است. همچنین ۹۰ درصد زمین‌های این شهرک صنعتی واگذار شده و اقدامات زیرساختی طرح توسعه شهرک نیز در حال انجام است. در سال ۱۳۹۹ خورشیدی ۳۰۹ میلیارد تومان سرمایه‌گذاری ثابت در این شهرک انجام شد که نسبت به سال قبل ۹۰۰ درصد افزایش یافته است. شهرک صنعتی کاشمر دارای واحدهای تولیدی انواع محصولات کشاورزی و غیرهم است.